# Іван Гешов
Іван Євстратієв Гешов (болг. Иван Евстратиев Гешов; 20 лютого 1849 — 11 березня 1924) — болгарський політик, прем'єр-міністр країни.